# Kategoria Superiore 1999-2000
La Kategoria Superiore 1999-2000 fu la 61ª edizione della massima serie del campionato albanese di calcio disputata tra il 18 settembre 1999 e il 24 maggio 2000 e conclusa con la vittoria del Tirana, al suo diciannovesimo titolo.
Capocannoniere del torneo fu Klodian Arbëri (Tomori) con 18 reti.

## Formula
Il numero delle squadre partecipanti diminuì ulteriormente passando da 16 a 14 e disputarono un turno di andata e ritorno per un totale di 28 partite.
L'ultima classificata retrocedette mentre la penultima disputò uno spareggio contro la seconda della Kategoria e Dytë.
Le squadre qualificate alle coppe europee furono quattro: la vincente del campionato fu ammessa alla UEFA Champions League 2000-2001, la seconda classificata e la vincente della Coppa d'Albania alla Coppa UEFA 2000-2001 più un'ulteriore squadra alla Coppa Intertoto 2000.

## Squadre
| Squadra           | Città        | Stadio | Stagione 1998-1999 |
| ----------------- | ------------ | ------ | ------------------ |
| Apolonia Fier     | Fier         |        | 13°                |
| Bylis Ballsh      | Ballsh       |        | 3°                 |
| Dinamo Tirana     | Tirana       |        | 6°                 |
| Elbasani          | Elbasan      |        | 9°                 |
| Flamurtari Valona | Valona       |        | 11°                |
| Luftëtari         | Argirocastro |        | Kategoria e Dytë   |
| Lushnja           | Lushnjë      |        | 5°                 |
| Partizani Tirana  | Tirana       |        | 10°                |
| Shkumbini         | Peqin        |        | 7°                 |
| Skënderbeu        | Coriza       |        | 12°                |
| Teuta             | Durazzo      |        | 8°                 |
| Tirana            | Tirana       |        | Campione d'Albania |
| Tomori            | Berat        |        | 4°                 |
| Vllaznia          | Scutari      |        | 2°                 |

## Classifica
|                    | Pos. | Squadra               | Pt | G  | V  | N | P  | GF | GS | DR  |
| ------------------ | ---- | --------------------- | -- | -- | -- | - | -- | -- | -- | --- |
| Albania (bandiera) | 1.   | SK Tirana             | 52 | 26 | 16 | 4 | 6  | 40 | 14 | +26 |
|                    | 2.   | KS Tomori Berat       | 52 | 26 | 15 | 7 | 4  | 35 | 22 | +13 |
|                    | 3.   | KS Teuta Durrës       | 49 | 26 | 15 | 4 | 7  | 36 | 16 | +20 |
|                    | 4.   | KS Vllaznia Shkodër   | 37 | 26 | 11 | 4 | 11 | 29 | 28 | +1  |
|                    | 5.   | KS Bylis Ballsh       | 37 | 26 | 10 | 7 | 9  | 28 | 29 | -1  |
|                    | 6.   | KS Lushnja            | 35 | 26 | 10 | 5 | 11 | 34 | 31 | +3  |
|                    | 7.   | KS Shkumbini Peqin    | 35 | 26 | 10 | 5 | 11 | 31 | 31 | 0   |
|                    | 8.   | KS Skënderbeu Korçë   | 34 | 26 | 10 | 4 | 12 | 33 | 33 | 0   |
|                    | 9.   | Shqiponja Gjirokastër | 33 | 26 | 8  | 9 | 9  | 21 | 21 | 0   |
|                    | 10.  | KS Dinamo Tirana      | 31 | 26 | 8  | 7 | 11 | 27 | 31 | -4  |
|                    | 11.  | KS Apolonia Fier      | 31 | 26 | 9  | 4 | 13 | 22 | 41 | -19 |
|                    | 12.  | KS Flamurtari Vlorë   | 30 | 26 | 9  | 3 | 14 | 25 | 35 | -10 |
|                    | 13.  | KS Elbasani           | 29 | 26 | 8  | 5 | 13 | 19 | 32 | -13 |
|                    | 14.  | KF Partizani Tirana   | 24 | 26 | 6  | 6 | 14 | 21 | 37 | -16 |

Legenda:

      Ammessa allo spareggio
      Ammesso alla Coppa UEFA
      Ammesso alla Coppa Intertoto
      Retrocesso in Kategoria e Dytë
Note:

Tre punti a vittoria, uno a pareggio, zero a sconfitta.

## Spareggi

### Per il titolo
L'incontro tra Tirana e Tomori, entrambe a 52 punti alla fine del campionato, venne disputato ad Elbasan il 28 maggio 2000 e si impose ai rigori la squadra della capitale dopo che la partita finì 1-1 ai tempi supplementari.
| Elbasan 28 maggio 2000                                           | Tirana    | 5 – 4           | Tomori |  |
| \| \| \| \| \| Rizvanolli 57’ \| Marcatori \| 88’ (aut.) Dede \| |           |                 |        |  |
|                                                                  |           |                 |        |  |
| Rizvanolli 57’                                                   | Marcatori | 88’ (aut.) Dede |        |  |

### Per la retrocessione
L'Elbasani, giunto penultimo, incontrò a Tirana il 7 giugno 2000 il Besa Kavajë, secondo della Kategoria e Dytë per l'ultimo posto disponibile nella massima divisione della stagione successiva.
| Tirana 7 giugno 2000 | Besa Kavajë | 2 – 1 | Elbasani |  |

## Verdetti
- Campione: SK Tirana
- Qualificata alla UEFA Champions League: Tirana
- Qualificata alla Coppa UEFA: KS Tomori Berat, KS Teuta Durrës
- Qualificata alla Coppa Intertoto: Vllaznia
- Retrocessa in Kategoria e Dytë: KF Partizani Tirana, KS Elbasani